# Divlji lov
Divlji lov je redovna epizoda strip serijala Marti Misterije premijerno objavljena u Srbiji u svesci #64. u izdanju Veselog četvrtka. Sveska je objavljena 6. oktobra 2022. Koštala je 490 din (4,1 €; 4,1 $). Imala je 153 strane.

## Originalna epizoda
Originalna epizoda pod nazivom La caccia selvaggia objavljena je premijerno u #342. regularne edicije Marti Misterije koja je u Italiji u izdanju Bonelija izašla 10. decembra 2015. Epizodu je nacrtao Fabio Grimaldi, a scenario napisao Paolo Morales. Naslovnu stranu nacrtao Đankarlo Alesandrini. Koštala je 6,3 €.

## Prethodna i naredna epizoda
Prethodna sveska Marti Misterije nosila je naziv Hiljadu ždralova Hirošime (#63), a naredna Kecalkoatl (#65).